# Dino Polska
Dino Polska SA — польская сеть продуктовых и промышленных магазинов, основанная в 1999 году Томашем Бернацким. Магазины сети расположены в основном в малых и средних городах и на окраинах крупных городов.
Магазины Dino предлагают покупателям около 5 тысяч ассортиментных позиций, и в каждой из них есть мясной киоск с обслуживанием, где можно купить мясо, мясные нарезки и мясные полуфабрикаты, поставляемые в основном из Agro-Rydzyna.
Сеть насчитывает более 1800 филиалов в следующих воеводствах: Нижнесилезское, Куявско-Поморское, Люблинское, Любушское, Лодзинское, Малопольское, Мазовецкое, Опольское, Подляское, Поморское, Силезское, Свентокшиское, Варминьско-Мазурское, Западно-Поморское.
Логистическая сеть Dino базируется на пяти распределительных центрах: в Кротошине, Ястрове, Вольбуже, Жешотарах и Лобезе.

## История и развитие

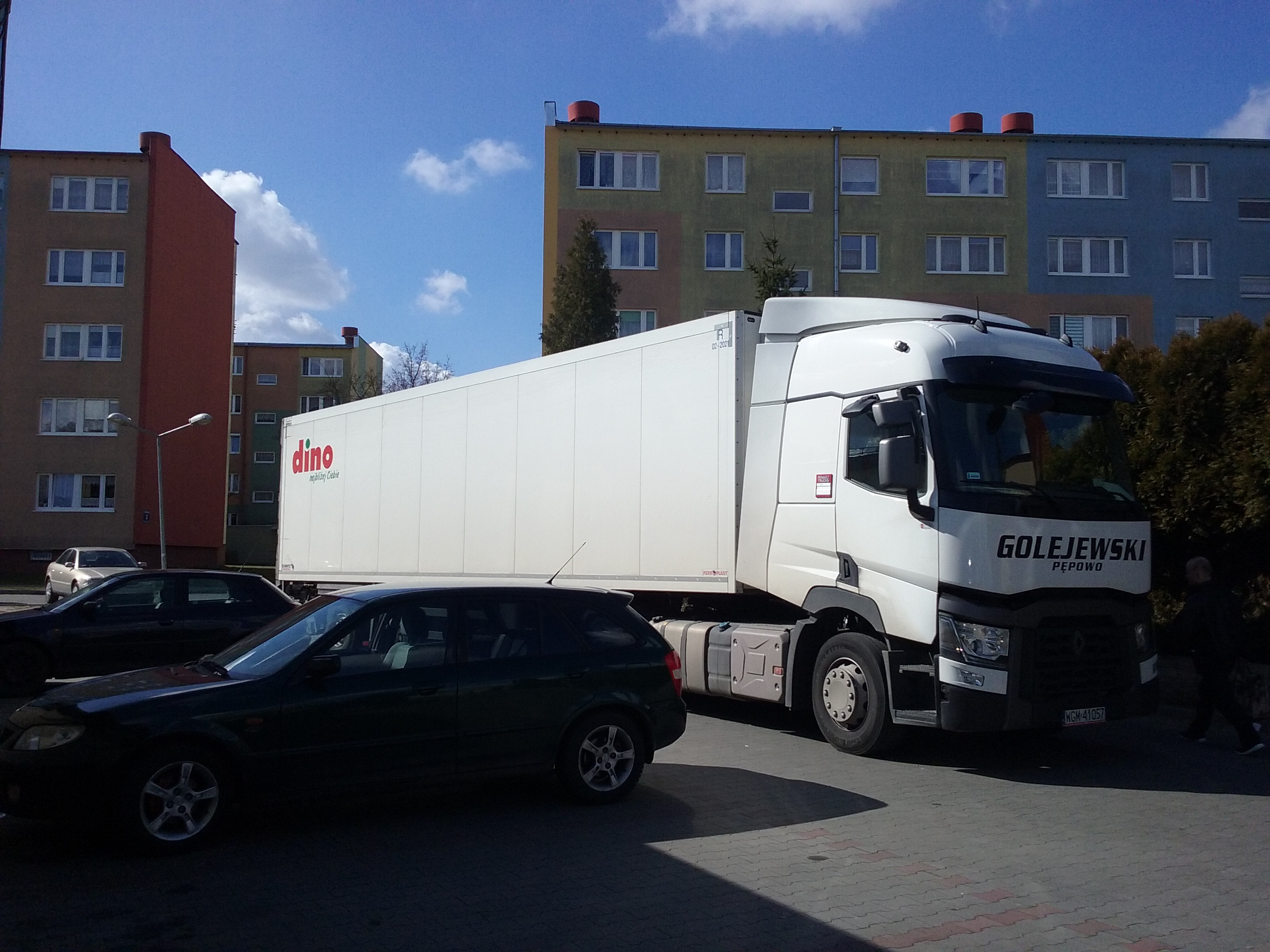
Томашув-Мазовецкий, tir Dino

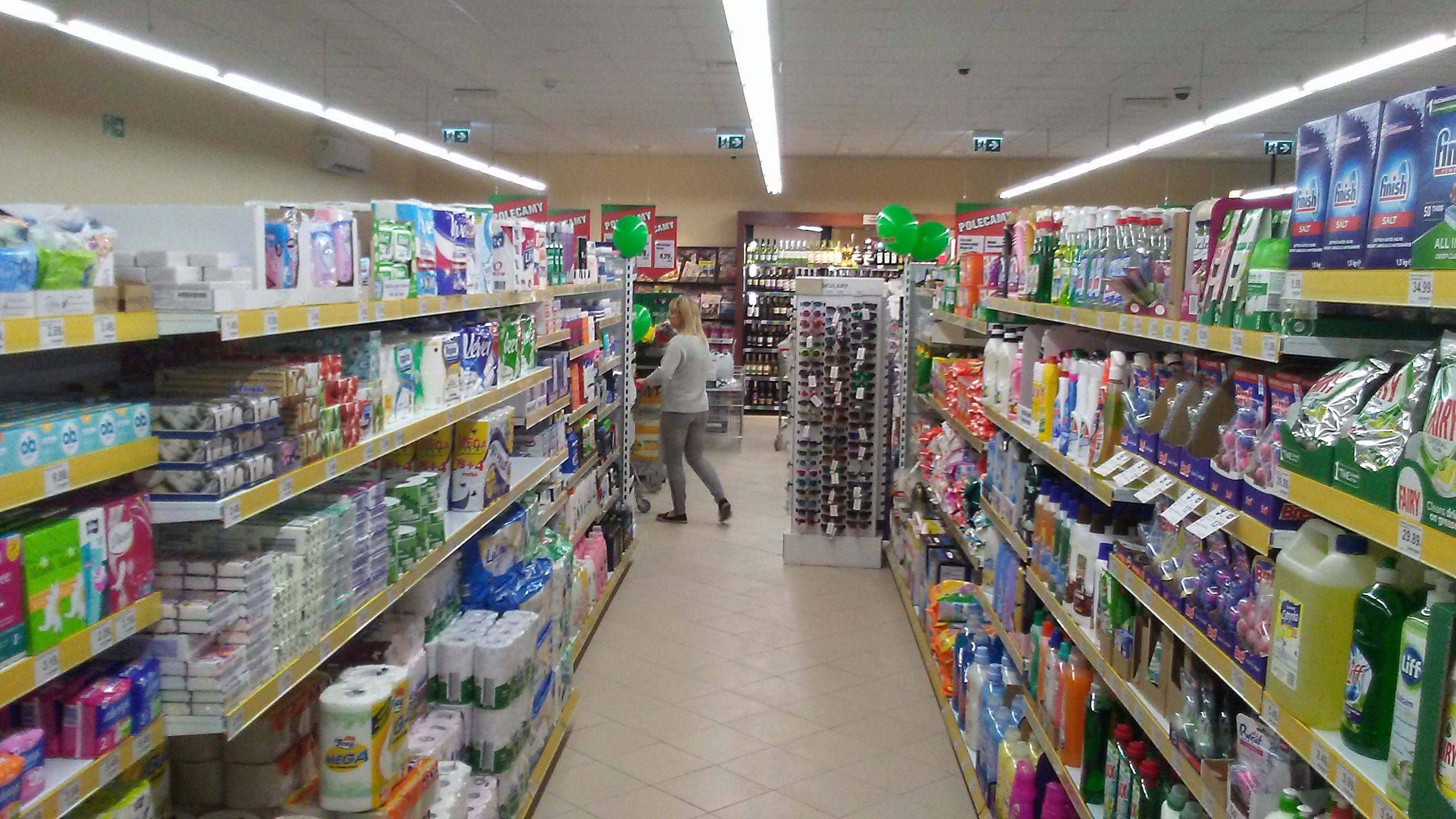
Внутри магазина

Первоначально магазины Dino работали только в западной Польше. В связи с развитием сети Томаш Бернацкий основал компанию Dino Polska Sp. z o. o., которой он в течение следующих трёх лет подчинил все магазины Dino. Дальнейшее развитие сети вынудило её преобразоваться в акционерное общество.
С 2010 года сеть Dino Polska является единственным дистрибьютором мясных продуктов и мясного ассорти Agro-Rydzyna, которым владеет Dino Polska (выкуп акций начался в 2003 году).
В июне 2010 года фонд прямых инвестиций Enterprise Investors купил 49 % акций компании за 200 млн злотых. С момента установления сотрудничества с Enterprise Investors сеть начала расти со 111 магазинов на конец 2010 года, до 628 магазинов на конец декабря 2016 года и до 775 магазинов на конец 2017 года. В апреле 2017 года Enterprise Investors в рамках публичного предложения продала все свои акции компании (49 %) на Варшавской фондовой бирже, покупателями акций выступили польские и иностранные финансовые институты (инвестиционные фонды и пенсионные фонды) и польские индивидуальные инвесторы. Цена акций в день их дебюта на Варшавской фондовой бирже выросла на 7,9 процента по сравнению с базовой ценой. Вся компания была оценена в 3,4 миллиарда злотых. В марте 2019 года Dino был включен в индекс WIG20.
В первом квартале 2019 года Dino Polska открыла 33 магазина, а на конец 2019 года насчитывала 1218 магазинов и увеличилась на 243 новых точки за двенадцать месяцев.
9 августа 2018 года Управление по регулированию энергетики выдало разрешение на торговлю жидким топливом компании Dino Oil, входящей в состав группы Dino. Это означает, что компания может управлять заправочными станциями под собственным брендом.
С мая 2020 года компания работает без президента (после отставки Шимона Пидуча). Работой руководит совет из трёх человек, в состав которого входят: Михал Краузе (член правления, финансовый директор), Изабела Бядала (член правления, операционный и административный директор) и Михал Мускала (член правления, инвестиционный директор).
В 2020 году Dino Polska SA завершила инвестиционный процесс по запуску 278 магазинов (из которых 255 магазинов были запущены, а 23 ожидают открытия). На конец 2020 года сеть насчитывала 1 496 магазинов, а их торговая площадь составляла 582,6 тыс. кв. м².
На конец 2021 года сеть насчитывала 1 815 магазинов, а торговая площадь составляла 710,4 тыс. кв. м². В 2021 году было открыто 343 новых магазина.
На конец января 2021 года крупнейшим акционером компании был её основатель Томаш Бернацкий — на тот момент ему принадлежало 51,16 % акций компании.